# Dunhua (meteoryt)
Dunhua – meteoryt kamienny, którego spadek zaobserwowano w 1976 roku w chińskiej prowincji Jilin. Meteoryt Dunhua jest jednym z siedmiu oficjalnie zatwierdzonych meteorytów w tej prowincji. 